# Lawrence C. Widdoes
Lawrence Curtis Widdoes, genannt Curtis Widdoes, (* 19. Januar 1952 in St. Louis) ist ein US-amerikanischer Computeringenieur und Informatiker.
Widdoes studierte am Caltech mit dem Bachelor-Abschluss als Ingenieur 1973 und wurde 1980 an der Stanford University promoviert. 1969 bis 1973 war er Sloan Fellow. Als Student arbeitete er am Caltech an Software für das Space Radiation Laboratory und das REL Language System und entwickelte in Stanford das Minerva Project, ein Multiprozessor-Forschungscomputer. 1975 schloss er sich dem S-1 Projekt mit Thomas M. McWilliams am Lawrence Livermore National Laboratory an. Beide waren Studenten in Stanford und bauten am LLNL den S1-Supercomputer. 1978 bis 1980 hatten sie dessen technische Leitung und entwickelten dafür neue Logik-Design-Software, Structured Computer Aided Logic Design (SCALD). Gleichzeitig war Widdoes 1978 bis 1980 Assistant Professor an der University of California, Berkeley. 1981 verließ er das S-1 Projekt und gründete eine eigene Firma Valid Logic Systems, der sich später auch McWilliams anschloss. Die Firma war eine der ersten für automatisches Logikdesign (Electronic Design Automation, EDA, computer-aided engineering, CAE) und Simulation komplexer VLSI Chips. Anfang der 1990er Jahre wurde sie von Cadence Design Systems übernommen.
1987 gründete er Logic Modeling Systems, die Simulations-Werkzeuge für VLSI Komponenten entwickelten – die Firma wurde 1994 von Synopsys übernommen. 1996 war er einer der Gründer von 0-In Design Automation, einem Pionier in Assertion based Verification im IC-Design. Sie wurden 2004 von Mentor Graphics übernommen und Widdoes war dort leitender Wissenschaftler bis 2006.
1984 erhielt er mit Thomas M. McWilliams den W. Wallace McDowell Award.